# Николс, Джордж Уорд
Джордж Уорд Николс (англ. George Ward Nichols; 21 июня 1831, Тремонт, США — 15 сентября 1885, Цинциннати, США) — американский журналист, известный как создатель легенды о Диком Билле Хикоке.

## Биография
Николс родился в Тремонте 21 июня 1831 года. Во время Гражданской войны он служил сначала под командованием генерала Джона Фримонта, затем под командованием генерала Уильяма Шермана. В 1865 году он опубликовал книгу о марше Шермана к морю, в котором сам принимал участие. Книга была переведена на несколько языков.
В сентябре 1865 года Николс приехал в Спрингфилд (Миссури), где познакомился с Джеймсом Хикоком по прозвищу Дикий Билл. Статья Николса «Дикий Билл» вышла в журнале «Harper’s New Monthly Magazine» в феврале 1867 года. Эта публикация прославила Дикого Билла на всю страну и обессмертила его имя. Миссурийские и канзасские газеты критиковали Николса за преувеличенное изображение подвигов Дикого Билла.
Позднее Николс поселился в Цинциннати, где стал главой музыкального колледжа. С 1868 года до своей смерти он был женат на Марии Лонгворт, у пары было двое детей — Джозеф и Маргарет. Николс умер 15 сентября 1885 года от туберкулёза.